# جيد ألان
جيد ألان براون (بالإنجليزية: Jed Allan) (1 مارس 1935 - 9 مارس 2019) اشتهر فنياً باسم جيد ألان ممثل تليفزيوني أمريكي، اشتهر عن عدة أدور منها «سي. سي. كابويل» في مسلسل سانتا باربرا ، دون كريج في أيام حياتنا ، راش ساندرز في بيفرلي هيلز 90210 ، سكوت تيرنر على لاسي ، هارولد جونسون أون ذا باي، ومضيف سيليبريتي بولينج.

## روابط خارجية
- جيد ألان على موقع IMDb (الإنجليزية)
- جيد ألان على موقع روتن توميتوز (الإنجليزية)
- جيد ألان على موقع تيرنر كلاسيك موفيز (الإنجليزية)
- جيد ألان على موقع قاعدة بيانات برودواي على الإنترنت (الإنجليزية)
- جيد ألان على موقع قاعدة بيانات الفيلم (الإنجليزية)